# Josh Penn
Josh Penn é um produtor cinematográfico norte-americano. Como reconhecimento, foi nomeado ao Oscar 2013 na categoria de Melhor Filme por Beasts of the Southern Wild.